# Vörösfenyő-tejelőgomba
A vörösfenyő-tejelőgomba (Lactarius porninsis) a galambgombafélék családjába tartozó, Eurázsiában honos, vörösfenyő alatt élő, ehető gombafaj. 

## Megjelenése
A vörösfenyő-tejelőgomba kalapja 3–8 (12) cm széles, fiatalon domború, idősen laposan vagy középen kissé benyomottan kiterül. Széle fiatalon aláhajló. Felszíne sugarasan szálas, tapadós. Színe okkeres narancssárga vagy narancsbarna, a kalap széle felé néhány koncentrikus zónával; idősen kifakul.
Húsa vastag, kemény. Színe fehéres vagy halványnarancsos; sérülésre kevés fehér tejnedvet ereszt, amelynek színe nem változik. Szaga kissé gyümölcsös, narancshéjra emlékeztethet; íze kesernyés vagy enyhe. 
Sűrű lemezei szélesen tönkhöz nőttek vagy kissé lefutók, a féllemezek gyakoriak. Színük fiatalon krémsárgás, később halvány narancssárgás, narancsbarnás.
Tönkje 3-6 cm magas és 1-1,5 cm vastag. Alakja vaskos, hengeres vagy a töve felé kissé vékonyodó. Felszíne sima. Színe halvány narancsszín. Tövéhez fehér micélium kapcsolódik.
Spórapora krémszínű. Spórája széles elliptikus-elliptikus, felszíne szabálytalanul és nem teljes hálózatot alkotóan mintázott, amiloid, mérete 6,5–9,5 x 5,5–7 µm.

### Hasonló fajok
Hasonló színű rokonaitól (begöngyöltszélű tejelőgomba, enyhe tejelőgomba, sárgulótejű tejelőgomba stb.) élőhelye alapján lehet megkülönböztetni. 

## Elterjedése és termőhelye
Eurázsiában honos.  
Csak vörösfenyő alatt található meg. Júliustól novemberig terem. 

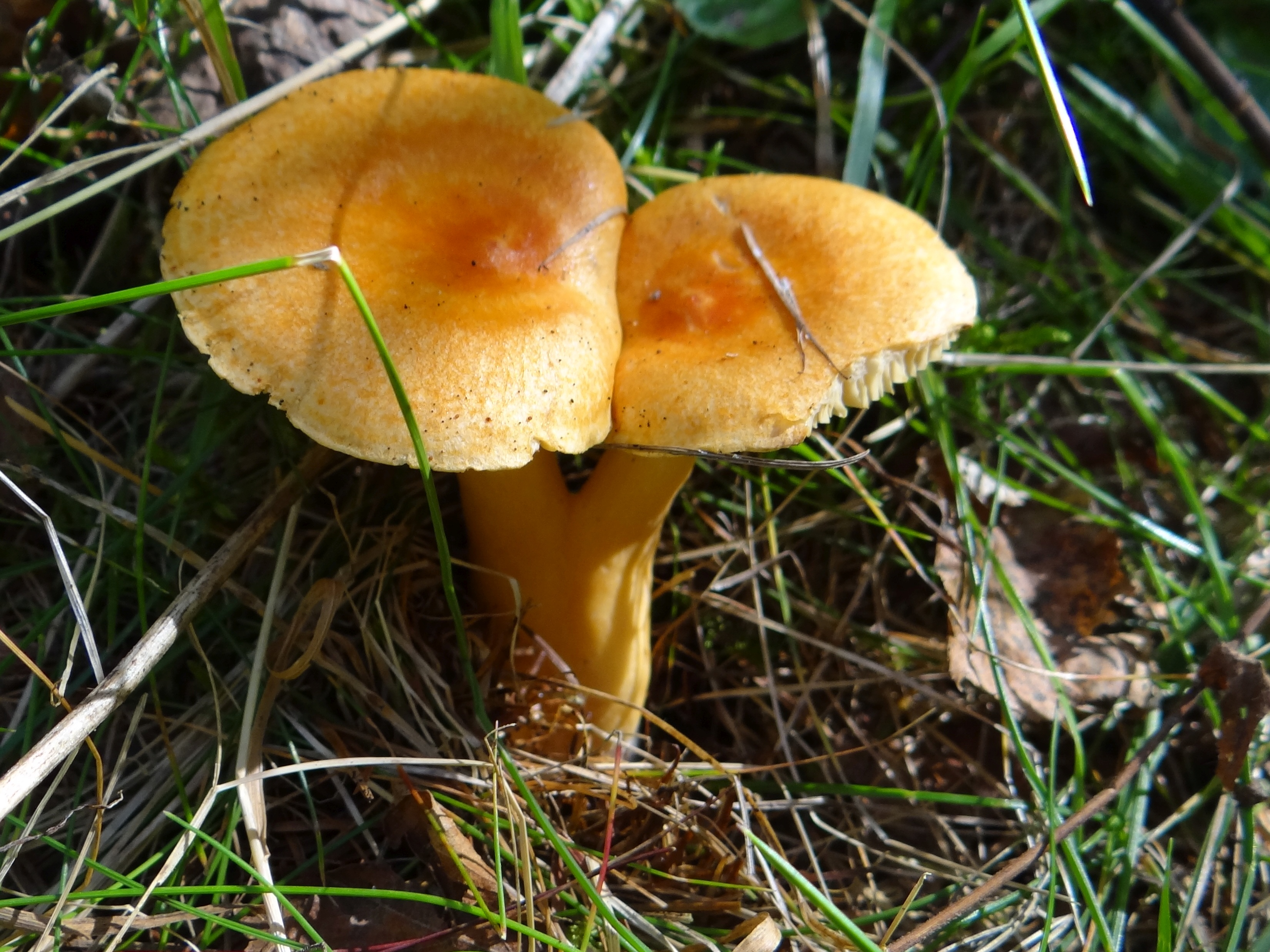
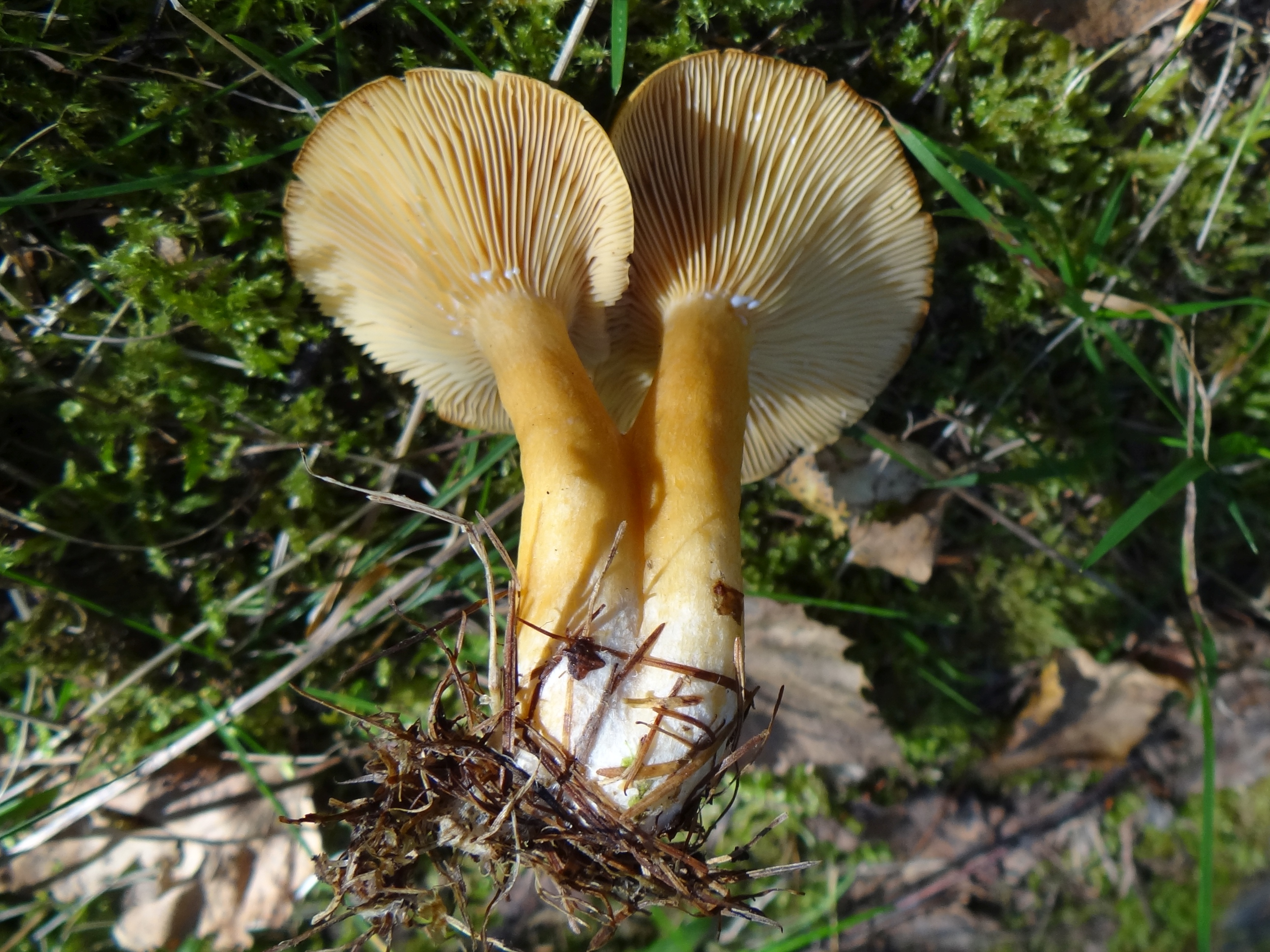
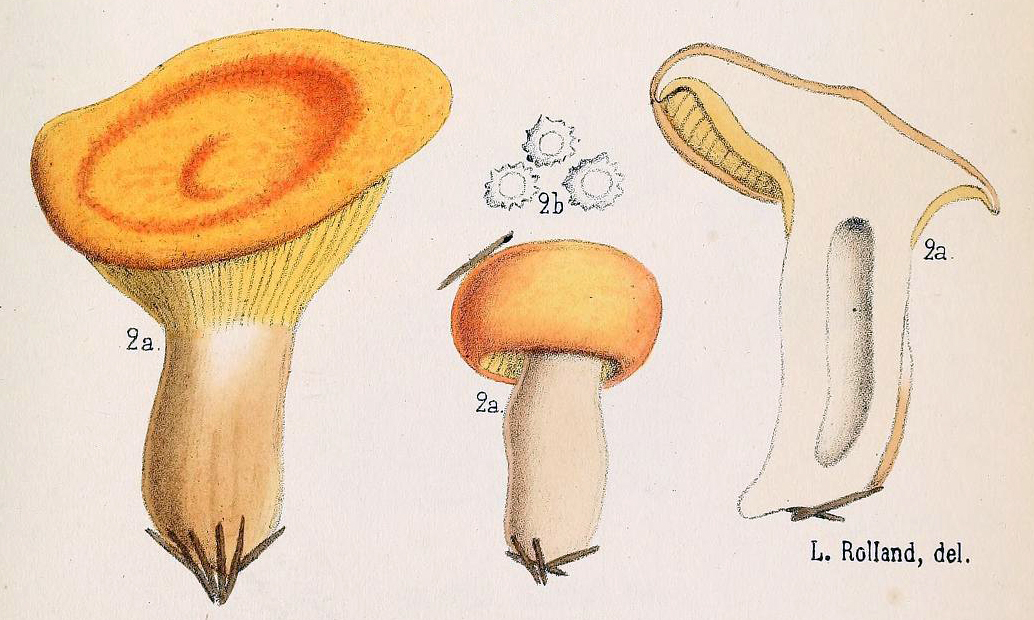

Ehető. 